# صالح السلومي
صالح السلومي هو حارس مرمى ولاعب سابق بنادي الهلال والمنتخب السعودي من مواليد 1383هـ ويعمل حاليا وكيل أعمال لاعبين في البرازيل.